# Eriocaulon ansarii
Eriocaulon ansarii là một loài thực vật có hoa trong họ Cỏ dùi trống. Loài này được Pradeep & Sunil mô tả khoa học đầu tiên năm 2003.